# Klüting
Klüting, auch Schmalenhäuschen genannt, war eine Hofschaft in der ehemaligen Stadt Ronsdorf, heute Stadtteil der bergischen Großstadt Wuppertal. Heute ist der Ort eine Wüstung.

## Lage und Beschreibung
Die Ortslage befand sich im Norden der Stadt Ronsdorf auf 305 Meter über Normalnull am Schmalenhofer Bach am Fuße eines Scharpenacken genannten Höhenzugs. Das Gelände des Hofes war zuletzt Teil des ehemaligen gleichnamigen Standortübungsplatzes.

## Geschichte
Klüting wurde im Jahr 1710 urkundlich als Schmalenheusgen erwähnt. Der Hof war Teil der Honschaft Erbschlö im Kirchspiel Lüttringhausen des bergischen Amtes Beyenburg. Später gehörte es nach dessen Gründung dem Kirchspiel Ronsdorf an.
1929 wurde Ronsdorf mit anderen Städten und Gemeinden zu Wuppertal zusammengeschlossen. 1936 wurde das Gebiet um Klüting im Rahmen der nationalsozialistischen Aufrüstung als Standortübungsplatz der neu erbauten Wuppertaler Kasernen umgewidmet und die alten Höfe, darunter Klüting, wurden geräumt. Klüting lag zwischen Delle und Schmalenhof unmittelbar am nördlichen Rand der ehemaligen Diedenhofenkaserne. Bis in die 1970er Jahre wurden die Gebäude für militärische Übungen genutzt und anschließend abgetragen.